# Scherffelia
Scherffelia ist eine Gattung einzelliger Grünalgen aus der Klasse der Chlorophyceae. Einige Vertreter wachsen auf Schnee.

## Merkmale
Die Vertreter sind einzellige Algen mit vier Geißeln (Flagellen). Die Zellen sind abgeflacht, in Seitenansicht erscheinen sie oval-elliptisch. Sie sind von einer dünnen Theca umgeben, die eine Zellwand aus fusionierten Schuppen darstellt. Die Geißeln setzen in einer apikalen Geißelgrube an. Jede Zelle besitzt zwei Chloroplasten ohne Pyrenoide. Jeder Chloroplast teilt sich in der vorderen Hälfte in zwei Lappen (Loben) auf. Einer von den insgesamt vier Lappen trägt einen Augenfleck. Nahe der Geißelgrube befinden sich zwei kontraktile Vakuolen.
Die ungeschlechtliche Fortpflanzung erfolgt, indem die Mutterzelle die Geißeln abwirft und sich die Zelle innerhalb der Theca in zwei oder vier Zoosporen teil. Diese bilden jede für sich eine eigene Theca und vier Geißeln aus. Danach reißt die Theca der Mutterzelle auf und die Zoosporen werden freigesetzt. Geschlechtliche Fortpflanzung ist unbekannt.

## Vorkommen
Scherffelia kommt in Meer-, Brack- und Süßwasser vor. Sie bildet das Plankton von kühlen Seen und schattigen Kleingewässern.

## Systematik
Die Gattung Scherffelia umfasst nach AlgaeBase 8 (nach WoRMS 6) anerkannte Arten, darunter die Typusart Scherffelia dubia:

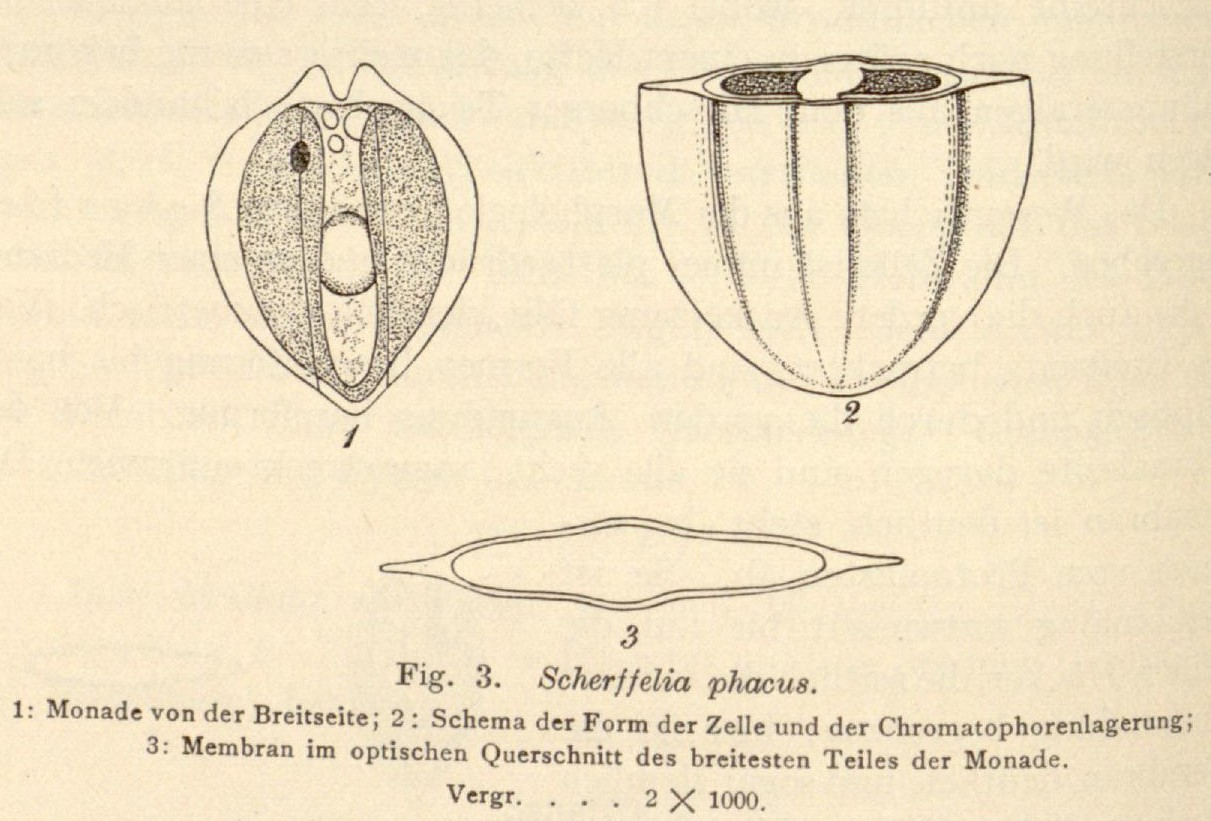
Scherffelia phacus

Gattung: Scherffelia Pascher, 1911. Arten:
- Scherffelia angulata Pascher (nicht bei WoRMS)
- Scherffelia bichlora (H.Ettl & O.Ettl) Massjuk & Lilitsk, 2006
- Scherffelia cornuta Conrad (nicht bei WoRMS)
- Scherffelia deformis Skuja, 1939
- Scherffelia dubia (Perty) Pascher, 1912 syn.[2] Scherffelia opisthostigma, Scherffelia ovata — Typus
- Scherffelia incisa (Nygaard) Massjuk & Lilitsk, 2006
- Scherffelia pelagica Skuja, 1948
- Scherffelia phacus Pascher, 1912

NCBI listet nur die Typusart.

## Belege
- Karl-Heinz Linne von Berg, Michael Melkonian u. a.: Der Kosmos-Algenführer. Die wichtigsten Süßwasseralgen im Mikroskop. Kosmos, Stuttgart 2004, ISBN 3-440-09719-6, S. 64.